# 信濃常盤駅
信濃常盤駅（しなのときわえき）は、長野県大町市常盤下一本木にある、東日本旅客鉄道（JR東日本）大糸線の駅である。駅番号は「25」。

## 歴史
- 1915年（大正4年）11月2日：信濃鉄道 信濃松川駅 - 仏崎駅（現・廃止）間が開通し、常盤駅（ときわえき）として開業[4]。旅客営業のみ[5]。
- 1916年（大正5年）9月18日：南松本駅を松本駅に統合して共同使用駅化し、同駅経由での旅客連絡運輸を開始[4]。
- 1926年（大正15年）1月8日：信濃鉄道が全線電化し、旅客列車を電車化[4]。
- 1937年（昭和12年）6月1日：信濃鉄道の国有化[6]。同時に信濃常盤駅に改称[1]、貨物の取扱を開始。
- 1957年（昭和32年）8月15日：中土駅 - 小滝駅間が開通して全線開通し、大糸線と改称[4]。
- 1960年（昭和35年）9月：松本駅 - 信濃大町駅間の貨物列車を電化[7]。
- 1971年（昭和46年）1月30日：貨物の取り扱いを廃止[5]。
- 1982年（昭和57年）2月26日：業務委託駅となる[8]。
- 1984年（昭和59年）2月1日：荷物の扱いを廃止[5]。
- 1985年（昭和60年）10月1日：無人化[1][9]。
- 1987年（昭和62年）4月1日：国鉄分割民営化に伴い、東日本旅客鉄道（JR東日本）の駅となる[10]。
- 2005年（平成17年）12月：簡易駅舎に改築[1]。

## 駅構造
相対式ホーム2面2線を有する地上駅である。互いのホームは構内踏切で連絡している。通常は駅舎側のホームを使用する。
信濃大町駅管理の無人駅で、待合室兼用の駅舎がある。
「餓鬼岳下車駅」の看板が設置されているが、登山口へのアクセスはタクシーのみ。

### のりば
| 番線 | 路線    | 方向 | 行先               |
| ---- | ------- | ---- | ------------------ |
| 1    | ■大糸線 | 上り | 松本方面           |
| 1    | ■大糸線 | 下り | 信濃大町・白馬方面 |
| 2    | ■大糸線 | 下り | 信濃大町・白馬方面 |

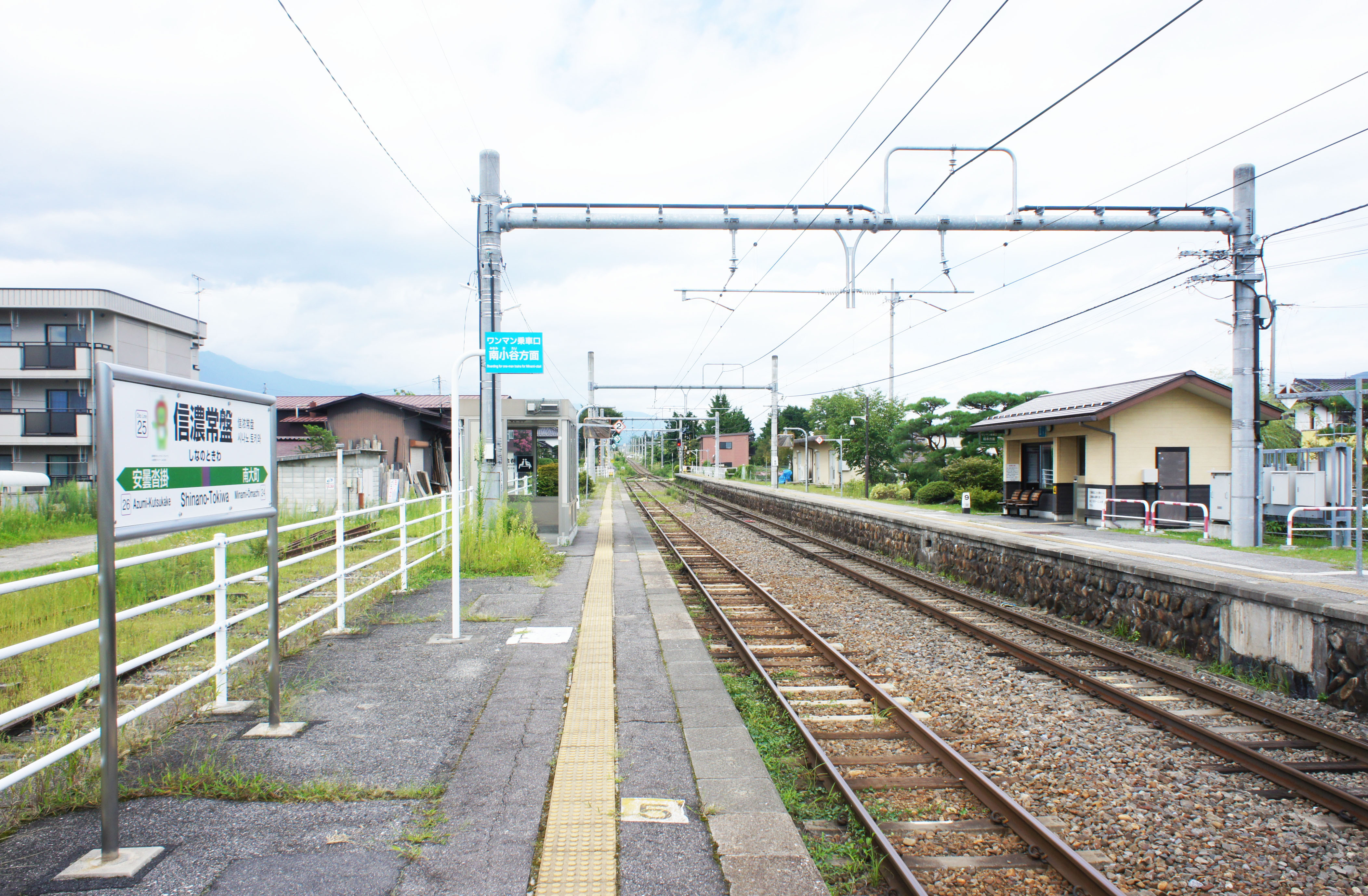
ホーム（2021年8月）
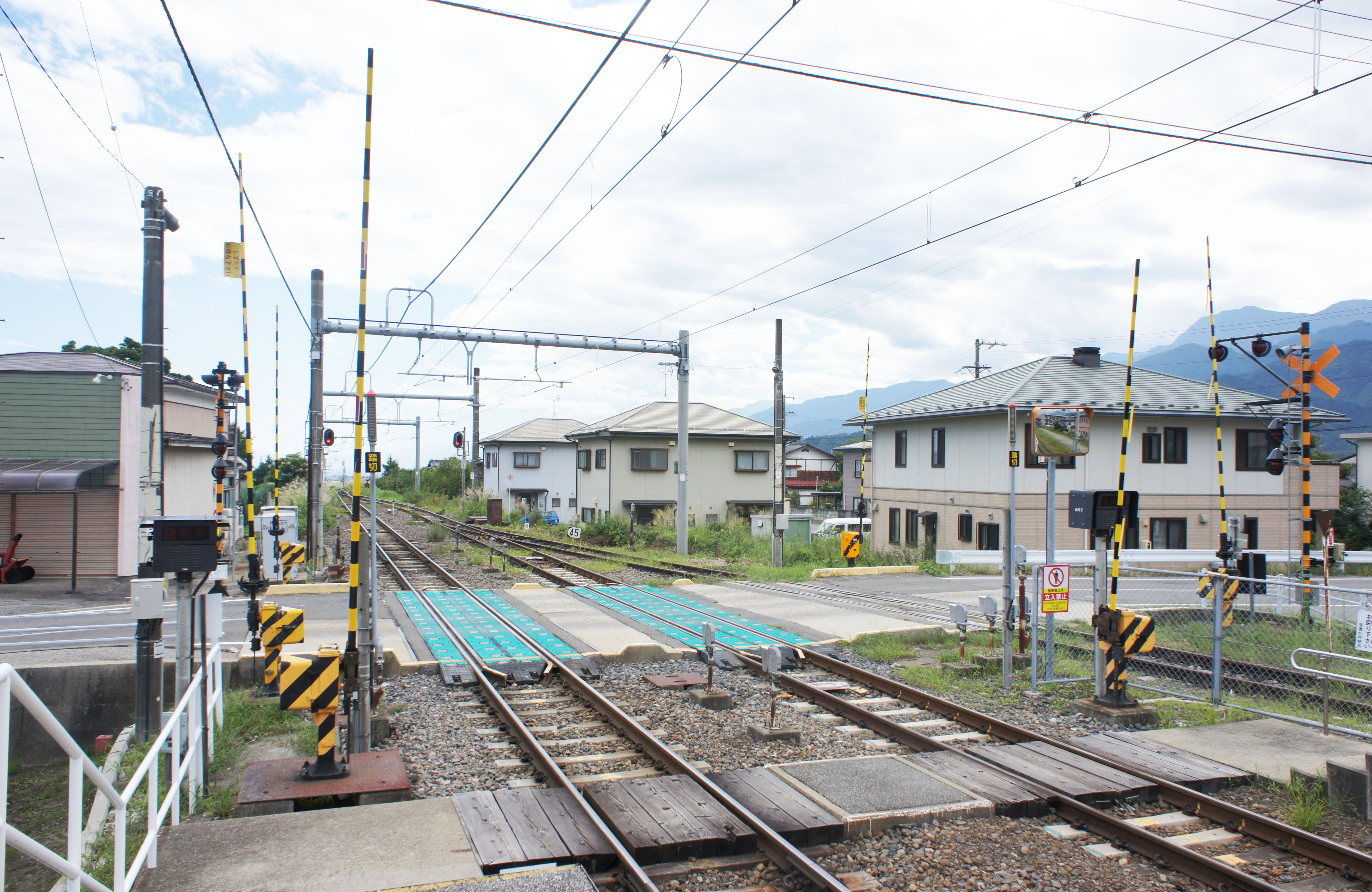
構内踏切（2021年8月）

## 利用状況
「長野県統計書」によると、2007年度（平成19年度）、2009年度（平成21年度）- 2011年度（平成23年度）の1日平均乗車人員の推移は以下のとおりであった。
| 乗車人員推移       | 乗車人員推移     | 乗車人員推移 |
| 年度               | 1日平均 乗車人員 | 出典         |
| ------------------ | ---------------- | ------------ |
| 2007年（平成19年） | 244              | [ 1 ]        |
| 2009年（平成21年） | 234              | [ 1 ]        |
| 2010年（平成22年） | 241              | [ 12 ]       |
| 2011年（平成23年） | 245              | [ 13 ]       |

## 駅周辺
駅の出入り口は東側のみで、駅周囲は住宅である。

### 東側
- 大町市民バス「信濃常盤駅」停留所 - 常盤 西コース[14]
- 国道147号
- 高瀬川右岸土地改良区
- フジゲン大町工場
- 一本木神社
- 高瀬川

### 西側
- 大町市立大町南小学校
- レゾナック（旧昭和電工）水路
- 常盤運動場
- 国営アルプスあづみの公園（大町・松川地区） - 約3 km

## 隣の駅
東日本旅客鉄道（JR東日本）
■大糸線
快速（上り1本のみ運転） 
信濃松川駅 (27) ← 信濃常盤駅 (25) ← 信濃大町駅 (23)
普通
安曇沓掛駅 (26) - 信濃常盤駅 (25) - 南大町駅 (24)